# Anne Hébertová
Anne Hébertová (1. srpna 1916 Sainte-Catherine-de-la-Jacques-Cartier – 22. ledna 2000 Montréal) byla kanadská frankofonní spisovatelka, která psala prózu i poezii. Třikrát získala cenu generálního guvernéra, nejprestižnější kanadské literární ocenění - dvakrát za beletrii (Les enfants du sabbat, 1975; L'enfant chargé des songes, 1992), jednou za knihu básní (Poèmes, 1960). Za román Les fous de Bassan získala v roce 1992 francouzskou Prix Femina. V roce 1968 se stala rytířem Řádu Kanady. Pocházela z literární rodiny, její otec Maurice Hébert byl rovněž spisovatelem, významným kanadským básníkem byl i její bratranec a přítel z dětství Hector de Saint-Denys Garneau. Z matčiny strany byla spřízněna s historikem 19. století François-Xavierem Garneauem. Od roku 1954 působila v Paříži, do Kanady se vrátila v 90. letech.

### Romány
- Les chambres de bois (1958)
- Kamouraska (1970)
- Les enfants du sabbat (1975)
- Heloise (1980)
- Les fous de Bassan (1982)
- Le premier jardin (1988)
- L'enfant chargé de songes (1992)
- Est-ce que je te dérange? (1998)
- Un habit de lumière (1999)
- Collected Later Novels (2003)

### Povídky
- Le torrent (1950)
- Aurélien, Clara, Mademoiselle et le Lieutenant anglais (1995)
- Est-ce que je te dérange? (1998)

### Poezie
- Les songes en equilibre (1942)
- Le tombeau des rois (1953)
- Poèmes (1960)
- Selected Poems (1987)
- Le jour n'a d'égal que la nuit (1992)
- Oeuvre poétique (1993)
- Poèmes pour la main gauche (1997)

### Divadelní hry
- La Mercière assassinée (1984)
- Le temps sauvage (1956)
- Les Invités au Procès (1983)
- La cage suivi de L'île de la demoiselle (1990)

### Filmové scénáře
- L'Éclusier (1953)
- The Charwoman (1954)
- Midinette (1955)
- La Canne à pêche (1959)
- Saint-Denys Garneau (1960)
- L'Étudiant (1961)
- Kamouraska (1973)
- Les Fous de Bassan (1987)